# Anais de Quedlimburgo

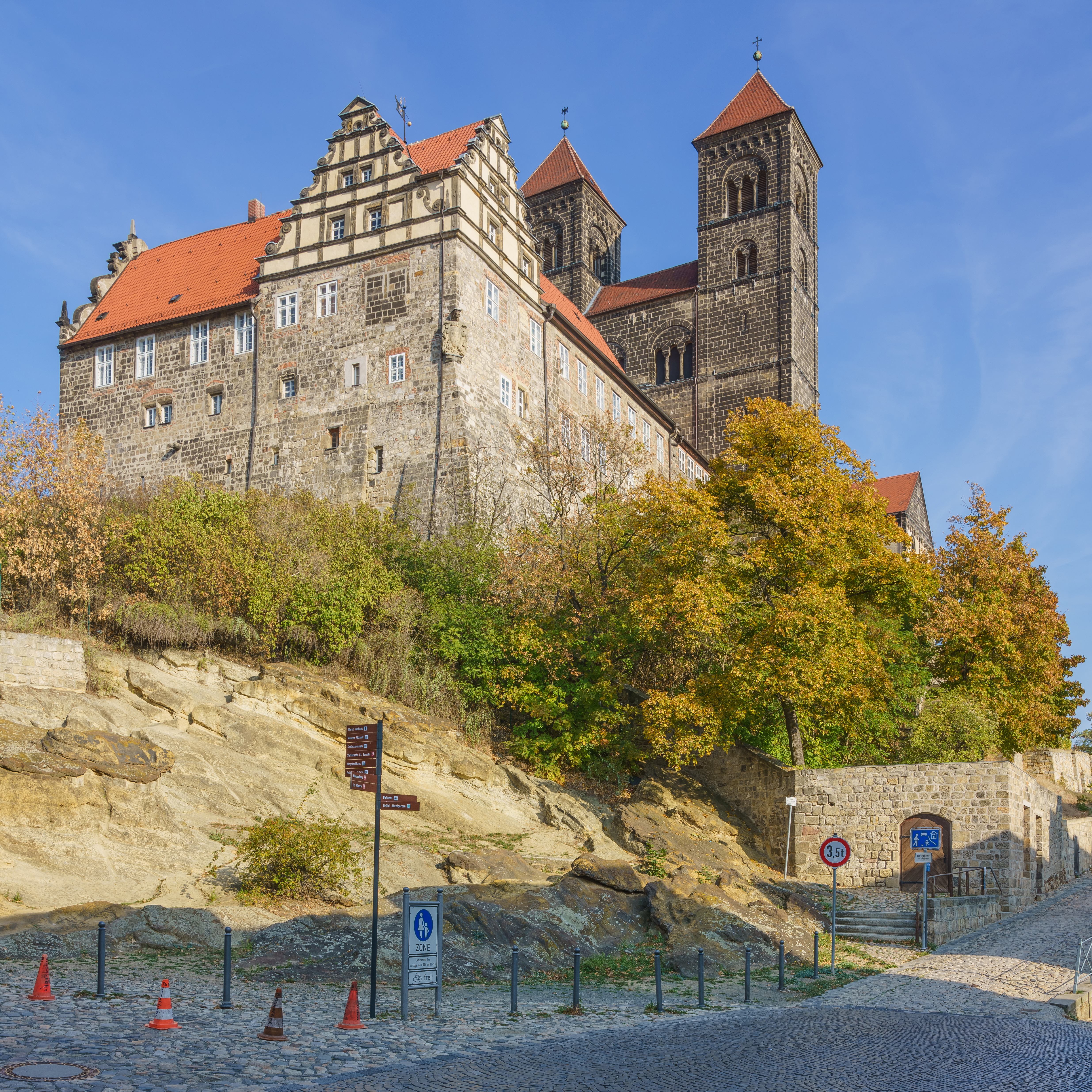
Igreja e mosteiro de São Servácio, em Quedlimburgo

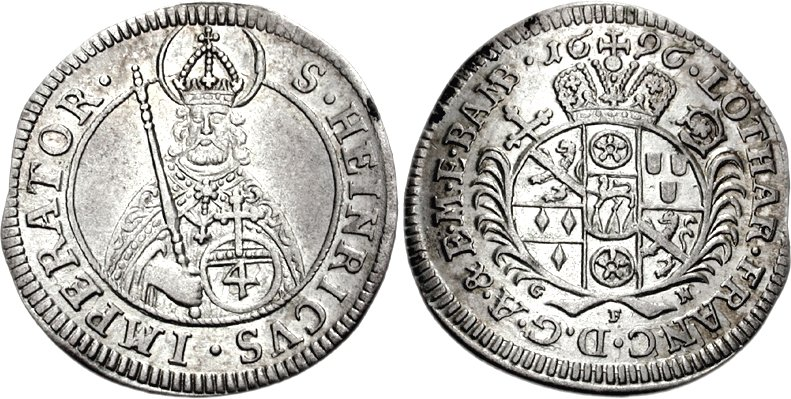
Brasão de Henrique II r.

Os Anais de Quedlimburgo (em latim: Saxonicae Annales Quedlinburgenses; em alemão: Quedlinburger Annalen) foram escritos entre 1008 e 1030 no convento da Abadia de Quedlimburgo. Em anos recentes um consenso emergiu que a analista era uma mulher. Os anais são principalmente dedicados à história do Sacro Império Romano-Germânico. Eles também contêm a primeira menção escrita do nome da Lituânia (Litua), datada de 1009. O documento original desapareceu, sobrevivendo apenas como uma cópia do século XVI mantida em Dresda.

## Antecedentes
A cidade de Quedlimburgo, na Alemanha, foi mencionada pela primeira vez em um documento datado de 922. Santa Matilde fundou uma comunidade religiosa para mulheres na abadia local, servindo como abadessa de 966 a 999. A abadia tornou-se uma importante instituição de ensino para nobres mulheres da Saxônia, e manteve sua missão por aproximados 900 anos. A cidade serviu como um palatinado imperial dos imperadores saxões, sendo inclusive o local onde Henrique I, o Passarinho (r. 919–936), o fundador da dinastia otoniana, foi enterrado. Quedlimburgo está situada não muito longe de Magdeburgo, a assembleia real do império, e seus analistas poderiam, por conseguinte, confiar na informação genuína da casa real e obter testemunhos oculares. A cidade perdeu um pouco de seu estatuto sob o reinado de Henrique II (r. 1014–1024), que quebrou com a tradição de celebrar a páscoa ali. Os anais tratam-no desfavoravelmente, e demonstram a extensão do direito do mosteiro real para criticar seu monarca.

## Anais
Os anais iniciam com uma crônica da história do mundo do tempo de Adão ao Terceiro Concílio de Constantinopla em 680-681, baseado nas crônicas de Jerônimo, Isidoro e Beda, o Venerável. A narrativa é amplamente um empréstimo de múltiplas fontes mais antigas até o ano 1002, embora relatos originais de tão cedo quanto 852 estão presentes. Começando em 993, a narrativa começa incluindo eventos em Quedlimburgo e imediações e que representam o testemunho ocular da própria analista. A quantidade de detalhes aumenta significativa de 1008 em diante, levando alguns estudiosos a concluir que 1008 era a data que os anais foram compilados pela primeira vez, embora Robert Holzman argumente por uma data inicial de 1000. Tem sido sugerido que a analista temporariamente abandonou o projeto entre 1016 e 1021. As razões exatas para esta suspensão do trabalho são desconhecidas. O trabalho no projeto continuou entre 1021 e 1030, quando seus autores foram capazes de relatar uma vitória militar contra Miecislau II (r. 1025–1031)

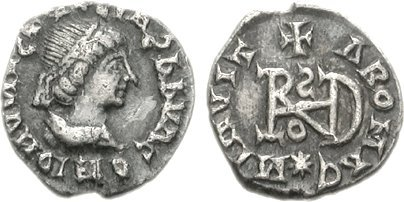
Síliqua de r.

A missão original das analistas era registrar a herança da dinastia otoniana e de Quedlimburgo em si. Os anais incorporaram as histórias de várias figuras históricas e lendárias, tal como Átila, o Huno (r. 434–453), o rei Teodorico, o Grande (r. 474–526) e outros. A historiadora Felice Lifshitz sugeriu que o montando de material das sagas integrado em sua narrativa é sem paralelo. Os anais de Quedlimburgo tornaram-se uma importante fonte de pesquisa; durante o século XII, eles foram usados por ao menos cinco historiadores contemporâneos. Felice Lifshitz afirma que os Anais de Quedlimburgo desempenharam um papel chave na moldura dos caminhos pelos quais os germânicos influentes dos séculos XIX e XX viram seu passado medieval. Eles continuaram a ser analisados em outros contextos: por estudiosos de Beovulfo discutindo seu uso do termo "hugões" para dizer francos, por climatologistas, em como um livro discutindo o temor do milênio.

## Menção da Lituânia

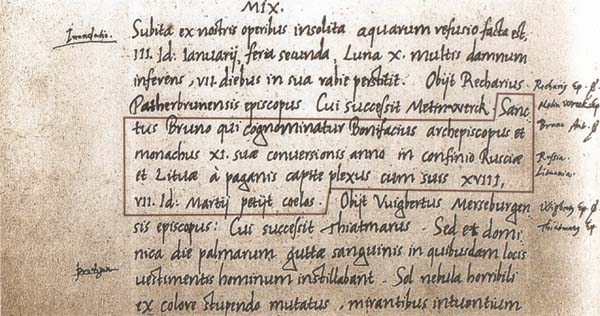
A primeira menção escrita do nome da Lituânia nos Anais de Quedlimburgo (1009)

A primeira ocorrência escrita do nome da Lituânia foi traçada nos Anais de Quedlimburgo e data de 9 de março de 1009. Na passagem se lê:
| “ | Sanctus Bruno qui cognominatur Bonifacius archepiscopus et monachus XI. suæ conuersionis anno in confinio Rusciæ et Lituæ a paganis capite plexus cum suis XVIII, VII. Id. Martij petijt coelos. [Em 1009] São Bruno, um arcebispo e monge, que era chamado Bonifácio, foi escravizado por pagãos durante o 11º ano desta conversão na fronteira Rus e Lituânia, e junto com 18 de seus seguidores, entrou no céu em 9 de março. | ” |

De outras fontes que descrevem Bruno de Querfurt, é certo que esse missionário tentou cristianizar o rei pagão Netímero e seus vassalos. Contudo, o irmão de Netímero, recusando-se a aceitar o cristianismo, matou Bruno e seus seguidores. O historiador Alfredas Bumblauskas sugeriu que a história relata a primeira tentativa de batismo na história da Lituânia.